# Banglades
Banglades vagy hivatalosan Bangladesi Népi Köztársaság  (bengáli: গণপ্রজাতন্ত্রী বাংলাদেশ) független ország Dél-Ázsiában, amely többnyire Indiával, emellett egy rövid szakaszon Mianmarral határos. A Föld egyik legsűrűbben lakott és egyik legnépesebb országa.
Banglades ma a történelmi Bengália keleti részét foglalja el, amely Brit India felosztása után 1947-ben a muszlim népessége miatt Kelet-Pakisztán néven Pakisztán keleti része lett, majd 1971-ben függetlenné vált.
A fővárosa és a legnagyobb városa Dakka, az ország gazdasági, politikai és kulturális központja. A második legnagyobb városa Csittagong, jelentős tengeri kikötő.
Zömmel egynemzetiségű állam, a lakosság kb. 98%-a bengáli.
A régió egykor a muszlinszövet-kereskedelem központja volt, ma a világ egyik legfontosabb ruhaexportőre. A 21. században a gazdasága a Föld leggyorsabban növekvő gazdaságai közé tartozott. Gyorsan növekvő gazdaságának, népességrobbanásának és fiatal lakosságának köszönhetően a világ tíz „feltörekvő gazdaságának” egyike, az úgynevezett Next Eleven (következő tizenegy)  csoportba sorolják.
Bangladesnek a 21. században számos kihívással kell szembenéznie, köztük a túlnépesedéssel, az éghajlatváltozás és az emberi tevékenység negatív következményeivel, így a rendszeres árvizekkel, az egyre erősebb trópusi ciklonokkal, a tengerszint-emelkedéssel, a súlyos környezetszennyezéssel, továbbá a szegénységgel, az analfabetizmussal, a korrupcióval és az autoriter politikai rendszerrel.

## Etimológia
A "Banglades" név (বাংলাদেশ ) "bengáliak országát" jelenti. A bengáliak az ország lakosságának körülbelül 98%-át teszik ki.

## Földrajz

### Fekvése
A Bengáli-öböl partvidékén fekvő ország nevének jelentése „bengáli ország”. Területének túlnyomó részét a Gangesz a Brahmaputra és a Meghna folyók hatalmas deltája alkotja.

### Domborzat
A Bengáli-öböl partvidékén fekvő ország területének túlnyomó részét a termékeny Bengáli-alföld foglalja el, amely a Gangesz, a Brahmaputra és a Meghna folyók hatalmas deltája. Az ország területének kb. fele víz alá kerülne, ha a tengerszint 1 métert emelkedne. Banglades területének 9/10-e csak pár méterrel emelkedik a tengerszint fölé. Az alföldet északról a Khászi-hegység lealacsonyodó pereme szegélyezi.
Legmagasabb pontja a Keokradong az ország délkeleti végében, ami egyes adatok szerint 986 méter más adatok alapján 1230 méter tszf. magasságú.

### Vízrajz

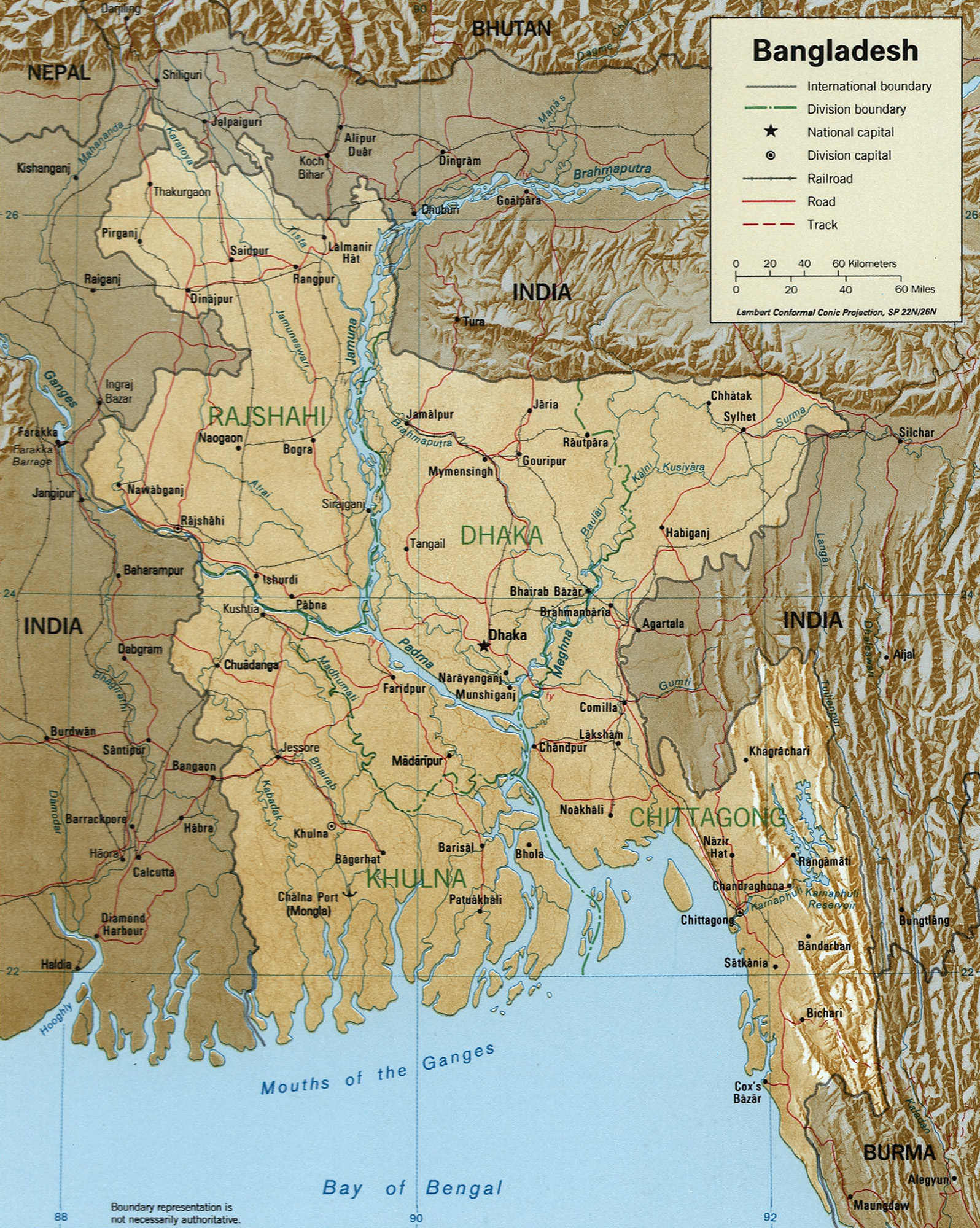
Banglades térképe

Legfőbb folyók: Gangesz (helyi neve Padma), Brahmaputra (fő ágának helyi neve Dzsamuna) és a Meghna. Mindezeknek számos mellékága van. Az ország határát 58 helyen keresztezi folyó.
Számos folyóág a torkolattól számítva 80–100 km távolságig tengerjáró hajókkal is hajózható.

### Éghajlat, környezet
Éghajlata trópusi monszun. Az enyhe, tavaszias tél decembertől februárig tart. A legforróbb hónapok – a monszun beállta előtt – április és május. Az esős monszun-évszak májustól októberig tart, ekkor esik a legtöbb eső az országban.
Majd' minden évben történik valamilyen természeti katasztrófa: árvíz, trópusi vihar, tornádó, cunami. A gyakori árvizek következtében számos település elpusztul és évente százezrek válnak földönfutóvá. Májusban, júniusban és októberben gyakoriak a Bengáli-öböl felől érkező, pusztító erejű ciklonok is.
1970-ben egy hurrikán és egy szökőár együtt mintegy 300 000 embert ölt meg. 1991-ben egy hasonló másik 140 000 főt. A kormány ezt követően időjárásjelző rendszert létesített, hogy a lakosság időben elmenekülhessen. 1997 májusában 500 000 embert telepítettek ki lakóhelyéről egy hatalmas ciklon miatt. Az 1998. szeptemberi árvíz idején az ország 2/3-a került víz alá, és 30 millió ember vált hajléktalanná.

### Környezetszennyezés
Bangladesnek meglehetősen súlyos problémái vannak a szennyezettségi szintjével, olyannyira, hogy 2020 táján sok téren a világ legszennyezettebb országai közül dobogós helyet foglal el. Főbb problémák: víz- és levegőszennyezés, talajromlás és erózió; a vizes élőhelyek elpusztítása; hiányzó és nem megfelelő hulladékkezelés, súlyos túlnépesedés.
A levegőminőséget tekintve 2021-ben a legszennyezettebb volt a világon. Vízminőségben Ázsia és a csendes-óceáni 48 ország közül Banglades folyói a legszennyezettebbek.

#### Levegőszennyezés
A rengeteg jármű környezetszennyezése az egyik probléma. 2020 táján körülbelül egymillió autóriksa üzemelt az országban, emellett temérdek motorkerékpár, busz, teher- és személyautó.
Ugyanakkor a levegőszennyezés nagy részéért a tégla-  és a ruhagyárak a felelősek.
Az olyan milliós városok, mint Dakka, híresek nagy mennyiségű téglatermelésükről, és becslések szerint itt évente jóval több mint egymilliárd téglát állítanak elő. A téglaégető kemencék, amelyeket gyakran kis léptékű, családi vállalkozások üzemeltetnek, olyan anyagok elégetésére támaszkodnak, mint a szén, a fa, de bármely más beszerezhető éghető tárgy szóba jöhet, például a gumiabroncsok vagy szintetikus anyagok, mint pl. műanyag, amely aztán nagy mennyiségben ontják az erősen mérgező fekete kormot.
A bangladesi export közel 80%-át adó ruhaiparban gyakran elöregedett és nem megfelelően karbantartott gépekkel dolgoznak, amelyek szintén hozzájárulnak a szén-dioxid-kibocsátáshoz. Mivel a ruhaipar nagy része a politikusok tulajdonában van, így többnyire nem lépnek fel ellenük. A levegőszennyezés közel hét évvel rövidíti le egy helyi átlagos lakos várható élettartamát.

#### Vízszennyezés
Egy 2020 környéki jelentés szerint Banglades városi és ipari szennyvizének 80%-a kezelés nélkül kerül a vizekbe.
A Dakkát és Csittagongot körülvevő folyók, mint például a Buriganga, Turag, Shitalakhya és Karnaphuli folyók erősen szennyezettek kadmiummal (Cd), ólommal (Pb) és krómmal (Cr).
Dakka összes nagyobb folyója annyira szennyezett, hogy még a vizét sem lehet ivásra megtisztítani.
A városi textiliparban a készruházat mosása és festése a szennyezés egy másik fő forrása. Egy tonna ruha előállításához 200 tonna szennyezőanyag kerül a folyókba.
Bangladesben a talajvíz arzén szennyezettsége is jelentős közegészségügyi problémává vált.

#### Talaj
A talaj állapota gyorsan romlik, az ipari szennyezés, a kezeletlen szennyvíz és a mezőgazdasági műtrágyák túlzott használata, a termőtalaj téglagyártáshoz való elhordása, az elektronikai és orvosi hulladékok nem megfelelő kezelése stb. miatt.
Egy elemzés kimutatta, hogy a nagy forgalmú és ipari területek közelében lévő talajok nagy koncentrációban tartalmaznak nehézfémeket és félfémeket. A mezőgazdasági területek és a zöldségfélék szintén nehézfém- és félfém-szennyezettnek bizonyultak, a termények gyakran egészségkárosítók.
A 2010-es évektől megszaporodtak a nehézfém- és félfémmérgezésekről szóló esetjelentések.

### Élővilág, természetvédelem
A délnyugati partvidék legnagyobb része mocsaras dzsungel, angol átírással Szundarbansz. Itt található a föld legkiterjedtebb mangrove-erdője, gazdag élővilággal. Itt él a bengáli tigris. 1997-ben a régiót veszélyeztetettnek nyilvánították.

#### Nemzeti parkjai

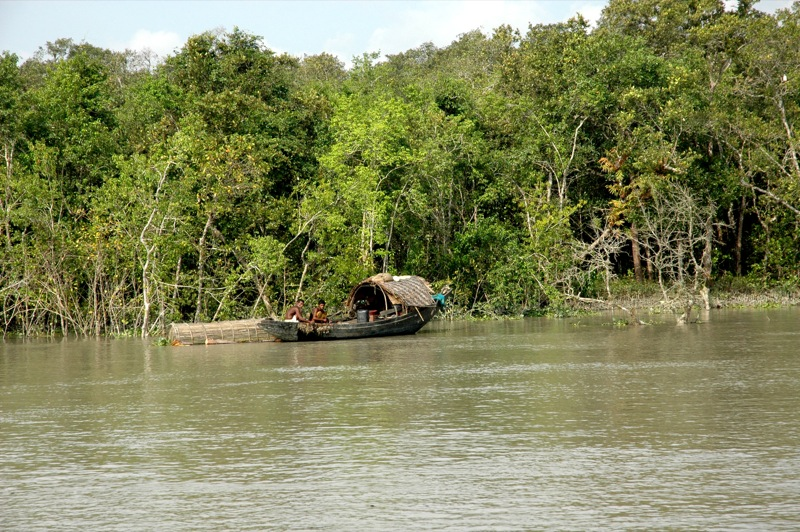
A Szundarbansz

Banglades területének 2%-a védett terület. Nemzeti parkok:
- Altadighi Nemzeti Park
- Baraiyadhala Nemzeti Park
- Bhawal Nemzeti Park
- Birgonj Nemzeti Park
- Himchari Nemzeti Park
- Kadigarh Nemzeti Park
- Kaptai Nemzeti Park
- Khadim Nagar Nemzeti Park
- Kuakata Nemzeti Park
- Lawachara Nemzeti Park
- Medha Kachhapia Nemzeti Park
- Madhupur Nemzeti Park
- Nababgonj Nemzeti Park
- Nijhum Dwip Nemzeti Park
- Ramsagar Nemzeti Park
- Satchari Nemzeti Park
- Shingra Nemzeti Park

#### Természeti világörökségei
A Szundarbansz rajta van a veszélyeztetett természeti világörökségek listáján.

## Történelem

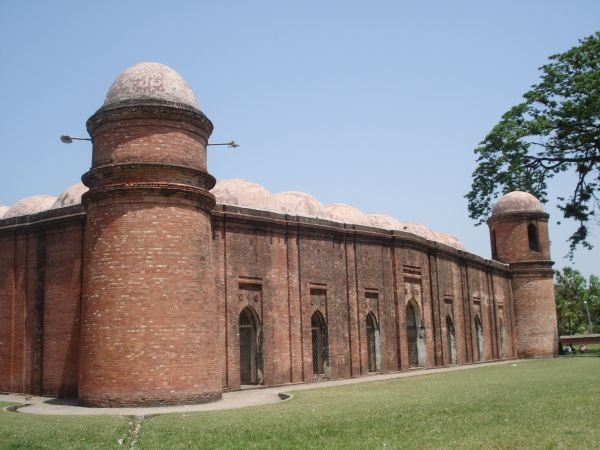
Bagerhat városának középkori mecsete (hatvan kupola-mecset)

A nagyobb bengáli régió civilizációinak emlékei négyezer évre mennek vissza, a régióban dravida, tibeti-burmai és ausztro-ázsiai népek laktak. A „bangla” vagy „bengal” név pontos eredete nem ismert, de a Bang nevezetű dravida nyelvű népre vezetik vissza, amelyik i. e. 1000 körül lakott a térségben.
Az indoárják érkezése után, az i. e. 7. században megalakult a Gangaridai Királyság, amely utóbb Bihárral együtt a Magadha, majd a Maurja Birodalomhoz tartozott. Bengália később a 3-6. században a Gupta Birodalomhoz tartozott. Ennek összeomlása után egy Shashanka nevű bengáli alapított egy rövid életű királyságot. Az anarchia időszaka után a buddhista Pála-dinasztia uralkodott a régióban négyszáz éven át, őket követte a hindu Sena-dinasztia rövid uralma. Az iszlám térítés a 12. században kezdődött meg szufita misszionáriusok által, aztán a muszlim hódítás következtében elterjedt az egész régióban. Bakhtiar Khilji, egy török hadvezér, legyőzte a hindu Sena-dinasztiába tartozó Lakshman Sent, és meghódította Bengália nagy részét. A következő néhány évszázadban a régiót szultáni dinasztiák és feudális urak uralták. A 16. században a Mogul Birodalom ellenőrizte Bengáliát, és Dakka a mogul közigazgatás fontos tartományi központja lett.
Az európai kereskedők a 16. század végén érkeztek a tartományba, és befolyásuk annyira megnőtt, hogy végül a Brit Kelet-indiai Társaság a Plassey-i csata után 1757-ben ellenőrzése alá vonta. Az 1857-es véres szipojlázadás után a korona hatáskörébe került az igazgatás, brit alkirályt neveztek ki. A gyarmati uralom idején az indiai szubkontinensen többször volt éhínség, közte az 1943-as nagy bengáli éhínség, aminek hárommillió ember esett áldozatul.

### 20. század
1905 és 1911 között elvetett javaslat született Bengália tartomány kettéosztására, Dakka lett volna a keleti rész fővárosa. Amikor Indiát 1947-ben felosztották, Bengáliát vallási alapon választották ketté, nyugati része Indiához került, a keleti része Pakisztánnal egyesült, és az úgynevezett Kelet-Bengália (később átnevezték Kelet-Pakisztánra) központja Dakka lett.

Pakisztán 1947-1971 között

1950-ben földreformot hajtottak végre Kelet-Bengáliában, és felszámolták a feudális zamindari-rendszert. A keleti rész gazdasági és demográfiai súlya ellenére a pakisztáni kormány és hadsereg vezetésében a nyugati rész felső osztálya volt szinte kizárólagosan képviselve. A bengáli nyelvmozgalom 1952-ben volt az első jele Pakisztán két része közötti szakadásnak. A következő évtizedben folytatódott a bengáliak elégedetlensége a központi kormánnyal, mert az közömbös volt Bengália gazdasági és kulturális ügyei iránt. Végül az Áojámi Liga adott hangot a bengáli nyelvű lakosság politikai szavának. A terület autonómiája mellett agitált az 1960-as években, aztán elnökét, Mudzsibur Rahmán sejket 1966-ban bebörtönözték; ez 1969-ben példátlan népfelkeléshez vezetett, ennek hatására szabadon engedték Mudzsibur Rahmánt.
1970-ben súlyos ciklon okozott károkat Kelet-Pakisztánban, a központi kormány csekély segítséget nyújtott. A bengáli lakosság dühe tovább nőtt, amikor a Mudzsibur Rahmán sejk vezette Áojámi Liga megszerezte a többséget az 1970-es választásokon, de megakadályozták, hogy hivatalba lépjen. A Mudzsiburral folytatott megtévesztő kompromisszumos tárgyalások után Jahja Khan bebörtönözte Mudzsibur Rahmánt 1971. március 25-én éjszaka, és megindította a katonai támadást Kelet-Pakisztán ellen. Jahja hadviselése rendkívül véres volt, és a háború következtében nagyon sok volt a civil halott. Fő célpont az értelmiségiek és a hinduk voltak, tízmillió ember menekült a szomszédos Indiába. A tömeggyilkosságok áldozatainak számát a különböző becslések háromszázezer és hárommillió közé teszik.
Az Áojámi Liga legtöbb vezetője elmenekült, és emigráns kormányt alakított Indiában, Kalkuttában. A bangladesi felszabadító háború kilenc hónapig tartott. A Mukti Bahini gerillákat és a reguláris bengáli erőket 1971. december 4-től az Indira Gandhi vezette India fegyveres erői támogatták. A J. S. Arora altábornagy parancsnoksága alatt álló indiai hadsereg döntő győzelmet aratott Pakisztán felett 1971. december 16-án és kilencvenezer hadifoglyot ejtett.
A függetlenség után Banglades parlamentáris demokrácia lett, Mudzsibur lett a miniszterelnök. Az 1973-as parlamenti választásokon az Áojámi Liga abszolút többséget szerzett. Az 1974-ben országszerte pusztító éhínség nyomán 1975 elején Mudzsibur egypárti szocialista uralmat kezdeményezett az újonnan alapított BAKSAL párttal. 1975. augusztus 15-én Mudzsibur Rahmánt és egész családját meggyilkolták középszintű katonatisztek.
A következő három hónapban véres puccsok és ellenpuccsok követték egymást, míg végül Ziaur Rahman tábornok került hatalomra, aki helyreállította a többpárti rendszert, és megalapította a Bangladesi Nemzeti Pártot (BNP). Ziaur uralma azzal ért véget, hogy 1981-ben katonák meggyilkolták. Banglades következő jelentős ura Husszain Muhammad Ersad tábornok volt, aki vértelen puccsal került hatalomra 1982-ben és 1990-ig maradt hatalmon, amikor a nyugati hitelezők lemondásra szorították, hiszen véget ért a kommunista veszély és már nem volt szükség az antikommunista diktatúrát fenntartani. Azóta tért vissza Banglades a parlamentáris demokráciához. Ziaur Rahman felesége, Khaleda Zia lett a Bangladesi Nemzeti Párt vezetője, és az 1991-es választásokat megnyerve Banglades első női miniszterelnöke. A következő, 1996-os választásokon az Áojámi Liga nyert, amelynek vezetője Sheikh Hasina volt, Mudzsibur túlélő leányainak egyike. De 2001-ben A Bangladesi Nemzeti Párt visszaszerezte a hatalmat.

### 21. század
2007 januárjában, széles körű zavargások után ügyvezető kormányt neveztek ki a következő általános választások végrehajtására. Az országot kiterjedt korrupció, rendetlenség és politikai erőszak jellemezte addig. Az ügyvezető kormány prioritásának a korrupció gyökeres felszámolását tekinti a kormányzat minden szintjén. Ezért sok fontos politikust és hivatalnokot, továbbá sok kevésbé fontos hivatalnokot és párttagot tartóztattak le korrupciós vádakkal. 2008. decemberében választást tartottak. A Haszina vezette Áojámi Liga  elsöprő győzelmet aratott. 2024 nyarán, a kormányellenes tüntetések során elmenekült az országból.

## Politika és közigazgatás

### Alkotmány, államforma
Banglades egy Westminster-szerű, unitárius parlamentáris köztársaság.

### Törvényhozás, végrehajtás, igazságszolgáltatás
Vegyes jogrendszer, többnyire az angol és az iszlám jog.

### Jogállamiság
Papíron megtörténik a hatalmi ágak szétválasztása, a gyakorlatban azonban, a törvényhozó, a végrehajtó és az igazságszolgáltatás közötti szétválasztás elmosódott. Az államágak közötti fékek és ellensúlyok, valamint a működő hatalommegosztás gyakorlatilag nem létezik. Gyenge és nem hatékony ellenzékkel a kormányzó párt abszolút többséget élvez a parlamentben és teljes ellenőrzést a törvényhozás felett. A politikáról és a törvényalkotásról szóló viták helyett a parlament a kormány politikája dicséretének helyévé vált.
A vitatott tisztaságú 2018-as országos választásokat követően a hatalmon lévő Áojámi Liga  (Awami League - AL) kormánya továbbra is szorosan kézben tartja a hatalmat, és olyan súlyos emberi jogi sértésekhez folyamodott, mint a bíróságon kívüli gyilkosságok, kínzások és emberek eltűnése. Az Odhikar, egy bangladesi székhelyű emberi jogi szervezet szerint 2008 és 2021 között 2757 törvényen kívüli emberölést követtek el a bűnüldöző szervek. A törvényen kívüli kívüli gyilkosságok száma jellemzően megnövekszik a nemzeti választások előtt.
Az elnyomó törvények kihasználásával az AL-kormány elhallgattatta a kritikusokat, újságírókat és még a kiskorúakat is, akik hangot mertek adni ellenvéleményüknek. A 2018-as drákói digitális biztonsági törvény (DSA) felhatalmazást adott a bűnüldöző szerveknek, hogy elfogatóparancs nélkül végezzenek házkutatást és letartóztatást, miközben kriminalizálták az ellenzéki megnyilvánulás különböző formáit.
Az etnikai kisebbségek és az őslakosok állampolgári jogai a vizsgált időszakban többször is sérültek. A rohingya menekülteket megfosztották jogaiktól, mivel a kormány szigorúan korlátozta a menekültek táborokon belüli mobilitását.
Több támadás is történt a kisebbségi hindu közösség ellen, többnyire befolyásos helyi politikai vezetők részéről.
2022 decemberében a rendőrség és a kormánypárti aktivisták véletlenszerűen ellenőrizték a mobiltelefonokat, hogy azonosítsák az ellenzéki aktivistákat, és megakadályozzák az ellenzék által szervezett gyűléseket.
Az ország a demokratikus visszaeséstől és a fokozódó tekintélyuralmi tendenciáktól szenvedett, 2022 közepén az ellenzék nagyszabású gyűlésekkel és tiltakozásokkal újjáéledt a politikai színtéren. Az ellenzéki aktivisták elleni kormányzati fellépés ellenére ezek a tiltakozások jelentős embert vonzottak.Sok fejlődő országhoz hasonlóan Bangladesben is aggodalomra ad okot az intézményi korrupció. 2023-ban 180 ország közül a 149. helyen állt a Transparency International korrupcióészlelési indexén.  A Transparency Int. felmérése alapján a háztartások többsége tapasztalt korrupciót a közszolgáltatások igénybevétele közben. A felmérés szerint a rendvédelmi szervek a legkorruptabbak, ezt követi az Útlevélkiadó Iroda és a Közúti Közlekedési Hatóság.

### Politikai pártok
Politikai pártok és vezetőik (2017-ben):
- Áojámi Liga (wd) vagy AL (Sheikh HASINA)
- Bangladesh Nationalist Front vagy BNF [Abdul Kalam AZADI]
- Bangladesh Nationalist Party vagy BNP [Khaleda ZIA]
- Bangladesh Tariqat Federation vagy BTF [Syed Nozibul Bashar MAIZBHANDARI]
- Jatiya Party vagy JP  [Hussain Mohammad ERSHAD]
- Jatiya Party vagy JP [Anwar Hossain MANJU]
- Liberal Democratic Party vagy LDP [Oli AHMED]
- National Socialist Party vagy JSD [KHALEQUZZAMAN]
- Workers Party vagy WP [Rashed Khan MENON]

### Közigazgatási beosztás

Banglades közigazgatási felosztása

Az ország 2015-től nyolc fő közigazgatási egységre van felosztva. Mymensingh területe 2015 szeptemberében a Dhaka nevű közigazgatási terület északi részén jött létre.
| Közigazgatási terület    | Székhely   | Helyi név | Terület (km²) | Népesség (2011-ben, fő) | Népsűrűség (2011-ben, fő/km²) |
| ------------------------ | ---------- | --------- | ------------- | ----------------------- | ----------------------------- |
| Barisal (Bariszal)       | Barisal    | বরিশাল      | 13 297        | 8 325 666               | 626                           |
| Chittagong (Csittagong)  | Csittagong | চট্টগ্রাম    | 33 771        | 28 423 019              | 841                           |
| Dhaka (Dakka)            | Dakka      | ঢাকা        | 20 593        | 36 054 418              | 1751                          |
| Khulna                   | Khulna     | খুলনা       | 22 272        | 15 687 759              | 704                           |
| Mymensingh (Majmanszing) | Mymensingh | ময়মনসিংহ    | 10 584        | 11 370 000              | 1074                          |
| Rajshahi (Rádzssahi)     | Rádzssahi  | রাজশাহী      | 18 197        | 18 484 858              | 1015                          |
| Rangpur                  | Rangpur    | রংপুর       | 16 317        | 15 787 758              | 960                           |
| Sylhet (Szilhet)         | Szilhet    | সিলেট       | 12 596        | 9 910 219               | 780                           |

## Demográfia

Banglades népsűrűsége 2022-ben

### Általános adatok
Az ország népessége a legutóbbi népszámlálás szerint közel 160 millió, 2020-ban a becslések szerint 164-165 millió fő. A Föld nyolcadik legnépesebb országa, ami méreténél fogva (Magyarország másfélszerese) óriási népsűrűséget jelent (közel 1270 fő/km²), ezzel – a mini- és városállamokat nem számítva – a legsűrűbben lakott ország.
- A népesség kb. 34%-a él városokban (2015-ben[36]).
- A születéskor várható élettartam (2017) a férfiaknál 71 év, a nőknél 75,5 év.[36]
- A népességnövekedés továbbra is gyors, 1,6%-os (2015-ös adat[36]).
- 2016-ban a lakosság közel 27%-a írástudatlan.[36]

### Népességének növekedése
Bangladest intenzív népességnövekedés jellemezte a 20. század folyamán, növekedése azonban a sikeres kormányzati programoknak köszönhetően a 21. században csökkent.
| Év   | Népesség (millió fő) | Népsűrűség (fő/km²) |
| ---- | -------------------- | ------------------- |
| 1960 | 48                   | 370                 |
| 1970 | 64                   | 493                 |
| 1980 | 79                   | 612                 |
| 1990 | 103                  | 793                 |
| 2000 | 127                  | 981                 |
| 2010 | 147                  | 1137                |
| 2020 | 164                  | 1265                |

### Legnépesebb települések
Legnagyobb városai a 2011-es adatok alapján: Dakka 8,9 millió, Csittagong 2,6 millió fő.

### Nyelvi megoszlás
Az országban a hivatalos nyelv a bengáli (vagy másképp a bánglá). Beszélt nyelv még az angol.

### Etnikai megoszlás
A lakosság etnikailag szinte homogénnek tekinthető: 98%-a indoárja eredetű bengáli. 1%-a bihári, 1%-a pedig egyéb népcsoporthoz tartozik.

### Vallási megoszlás
| Vallási megoszlás | Vallási megoszlás | Vallási megoszlás | Vallási megoszlás | Vallási megoszlás |
| ----------------- | ----------------- | ----------------- | ----------------- | ----------------- |
| Vallás            |                   |                   |                   | százalék          |
| muszlim           | muszlim           |                   | 88%               | 88%               |
| hindu             | hindu             |                   | 11%               | 11%               |
| más               | más               |                   | 1%                | 1%                |
| Forrás:           |                   |                   |                   |                   |

A népesség 87-89%-a muszlim, 10-12%-a hindu, az elenyésző maradék buddhista, keresztény, egyéb.
A kisebbségi felekezetek időnként vallási türelmetlenséggel szembesülnek. 2019-ben 153 támadást hajtottak végre kisebbségi imahelyek ellen, 2020-ban pedig 62 ember megsebesült, 58 templomot és kolostort pedig megtámadtak.
A muszlim eredetű ahmadijják szintén ellenségeskedéssel szembesültek.

## Gazdaság

### Általános adatok
Agrárország. A Föld egyik legszegényebb állama. Az ország egész területét kisebb-nagyobb folyók hálózzák be, a termékeny iszap és a nedves trópusi éghajlat kétszeri, illetve háromszori betakarítást is lehetővé tesz. A nagy fokú túlnépesedés és az évről évre visszatérő árvizek és egyéb természeti csapások kiszámíthatatlanná teszik a termés beérését, ezért szinte kilátástalanná teszik az ország számára a szegénység felszámolását. Teljes falvak tűnhetnek el egyetlen éjszakán, ha a Brahmaputra kilép a medréből.
A fővárosban a megélhetést kereső szegények tömegei zsúfolódnak össze. Sokan elhagyják az országot. 
A szegénység előfordulása általában a mezőgazdaságban és a halászatban dolgozók körében magasabb, és még magasabb az írástudatlanok és földnélküliek körében. A szegénység gyakran arra kényszeríti az embereket, hogy elfogadják a nem biztonságos munkakörülményeket is, egész napon át dolgozva.
A hivatalnokok alkotta sereg túl nagy ahhoz, hogy az valóban hatékonyan működjön. Az ország jövője függvénye annak is, hogy a mezőgazdaság milyen irányban fejlődik tovább és hogy sikerül-e jelentős mértékben csökkenteni a népszaporulatot.
2010-ben a lakosság 47%-a a mezőgazdaságból, 13%-a az iparból, 40%-a pedig a szolgáltatásokból él. A munkaerő nagy része munkanélküli.
A gyorsan fejlődő gazdaságában a textilipar és a ruhaipar a növekedés egyik fő forrása. A 21. század elejére a textil- és ruházati cikkek exportja az ország teljes áruexportjának 77%-át tette ki.

### Mezőgazdaság
A mezőgazdaság egyik fő ága a jutatermesztés – az ország Indiával osztozik a világpiacon. Ezen kívül a fő mezőgazdasági terményei a rizs, búza, gyapot, cukornád, tea, fűszerek.
A jutát általában kis gazdaságokban termesztik, s ugyanott a rizst is, a család saját szükségletére. A rizsföldek megművelése szigorúan a férfiak és fiúk feladata. A delta vidékén a szántók 3/4-ét a rizs foglalja el. Évente két termést takarítanak be. Az elsőt a nyár közepén, július–augusztusban, a másodikat november–decemberben. Banglades a Föld egyik legnagyobb rizstermelője, de ennek ellenére még importra is szorul belőle.
Az asszonyok többnyire gyümölcsöt, tököt, fűszereket (kurkuma, fokhagyma, csili stb.) termesztenek.  A táplálkozásban mindenhol elterjedt gumósok (burgonyafélék) és olajosnövények (földimogyoró, szezám, len) kiegészítő szerepet játszanak.
Az állattenyésztés (szarvasmarha, bivaly, baromfi) a kevés legelő miatt alárendelt jelentőségű.

### Ipar
Ásványkincsekben szegény, csak földgázkészletei jelentősek.
Iparágai közül fejlettségével leginkább a textilipar emelkedik ki (juta- és pamutfeldolgozás). Nő a vegyipar (műtrágyagyártás), a cementgyártás és az élelmiszeripar jelentősége. Jelentősebb még a papír- és bőripar.

### Kereskedelem
Az élelmiszer- és energiahiány, a gépgyártás fejletlensége, másfelől a jutaipar kiemelkedő szerepe erősen ráutalja Bangladest a világpiaci kapcsolatokra. 
- Exporttermékek: nyers juta és feldolgozott jutatermék, ruházat, kötöttáru, mezőgazdasági termékek, fagyasztott élelmiszerek (halak és a tenger gyümölcsei), bőr
- Importtermékek: műszaki berendezések, gépek, vas és acél, gyapot, élelmiszer, nyersolaj, olajtermékek, vegyi anyagok
- Főbb külkereskedelmi partnerek 2016-ban:[46]
  - Export:  USA – 13,1%,  Németország – 12,7%,  Egyesült Királyság – 8,6%, Franciaország – 5,1%, Spanyolország 5%
  - Import:  Kína – 24,3%,  India – 13,4%, Szingapúr – 5,1%, Japán – 4,5%, – Malajzia.

### Az országra jellemző egyéb ágazatok
Halászata jelentős.

## Közlekedés
Kevés faluba vezet országút vagy vasútvonal, a belföldi kereskedelem és közlekedés nagy részét a csaknem 120 000 km hosszú folyó- és csatornarendszeren bonyolítják le.
A vasúthálózat hossza 2706 km, a közúthálózaté 207 486 km. A kikötők száma 4, a repülőtereké 15. A fő árukikötők Csittagong és Mongla.

## Telekommunikáció
| Hívójel prefix | S2-S3 |
| ITU zóna       | 41    |
| CQ zóna        | 22    |

## Kultúra
Hagyományos ruha férfiaknál a lungi (bokáig érő szoknyához hasonlító ruha) és a kurta, nőknél a szári. A fehér ruha a férfiaknál a foglalkozást szimbolizálhatja, hogy nem fizikai munkából élnek, ugyanígy az arany ékszerek a magasabb társadalmi szinten álló nőket jelzik. A motorkerékpár szintén státuszszimbólum, autót viszont nagyon kevés ember engedhet meg magának.
A fiatalok házassága leginkább elrendezett házasság, ami a szülők és leginkább a családfők megegyezése alapján történik. Sokszor újsághirdetés, ügynökség, rokonság útján keresnek párt a gyermekeknek. A műveltebb rétegeknél a hozomány gyakorlata (nagy összegű pénz vagy hasonló értékű ajándékok a vőlegény családjának) már nem jellemző. A muszlimoknak megengedett a többnejűség is, de a gyakorlatban ez igen ritka. Örökségnél minden gyermek részesedik a vagyonból, de a fiúk kétszer annyit kapnak, mint a lányok.
Személyes kapcsolatoknál – muzulmánoknál – a leggyakoribb köszönés: Asszalam Alejkum (jelentése: „béke legyen veled”), amelyhez a válasz: Alejkum Asszalam („és veled”).

### Oktatási rendszer
Bangladesben a gyerekek az általános iskolával kezdik meg a tanulmányaikat. Itt megtanulnak írni, olvasni és számolni, illetve a Koránt tanulmányozzák. A gyerekek mintegy 75%-a jár általános iskolába.
Ezt követően középiskolákban folytatják a gyerekek a tanulást. Utolsó tanév végén a tanulóknak vizsgát kell tenniük bengáli nyelvből, angol nyelvből, matematikából és két szabadon választott tantárgyból. Ezekre a tantárgyakra külön-külön százalékot kapnak. Majd a rész-százalékokat összevonják és egyetlen százalék-eredmény jön ki, amire minősítést kapnak. Ezt követően választhatnak, hogy szakmát tanulnak vagy egyetemre mennek. Minél magasabb egy család gazdasági helyzete, annál valószínűbb, hogy a fiatalok be tudják fejezni a képzéseket. A lányok leginkább hamarabb befejezik az iskolát, mint a fiúk.

### Világörökségi helyszínek
- Bagerhat (bengáli: বাগেরহাট সদর) történelmi mecsetegyüttese
- Szomapura Maháviára (সোমপুর মহাবিহার) buddhista kolostorromjai Paharpur mellett

### Nemzeti szimbólumok
- Nymphaea nouchali (tündérrózsa) a nemzeti virág
- A jákafa gyümölcse, a nemzeti gyümölcs
- Mangó (Mangifera indica) a nemzeti fa
- Bengáli tigris az ország nemzeti állata
- Tenualosa ilisha (heringféle) a nemzeti hal
- Dayal-rigó a nemzeti madár
- Gangeszi folyamidelfin, a nemzeti vízi emlős
- A nemzeti emlékművek: 
  - Shaheed Minar (শহীদ মিনার) Dakkában
  - Jatiyo Sriti Shoudho (জাতীয় স্মৃতি সৌধ) Dakka közelében
  - Martyred Intellectuals Memorial (বুদ্ধিজীবি স্মৃতি সৌধ)
- A nemzeti mecset: Baitul Mukarram (বায়তুল মোকাররম) Dakkában
- A nemzeti templom: Dhakeshwari hindu templom (ঢাকেশ্বরী জাতীয় মন্দির) Dakkában
- A nemzeti játék a kabaddi (কাবাডি) amely egyfajta indiai eredetű csapatjáték, a birkózás és fogócska keveréke
- A nemzeti viselet nőknél a szári, férfiaknál a kurta
- A nemzet atyja: Sheikh Mujibur Rahman (শেখ মুজিবুর রহমান, 1920 – 1975)

### Gasztronómia

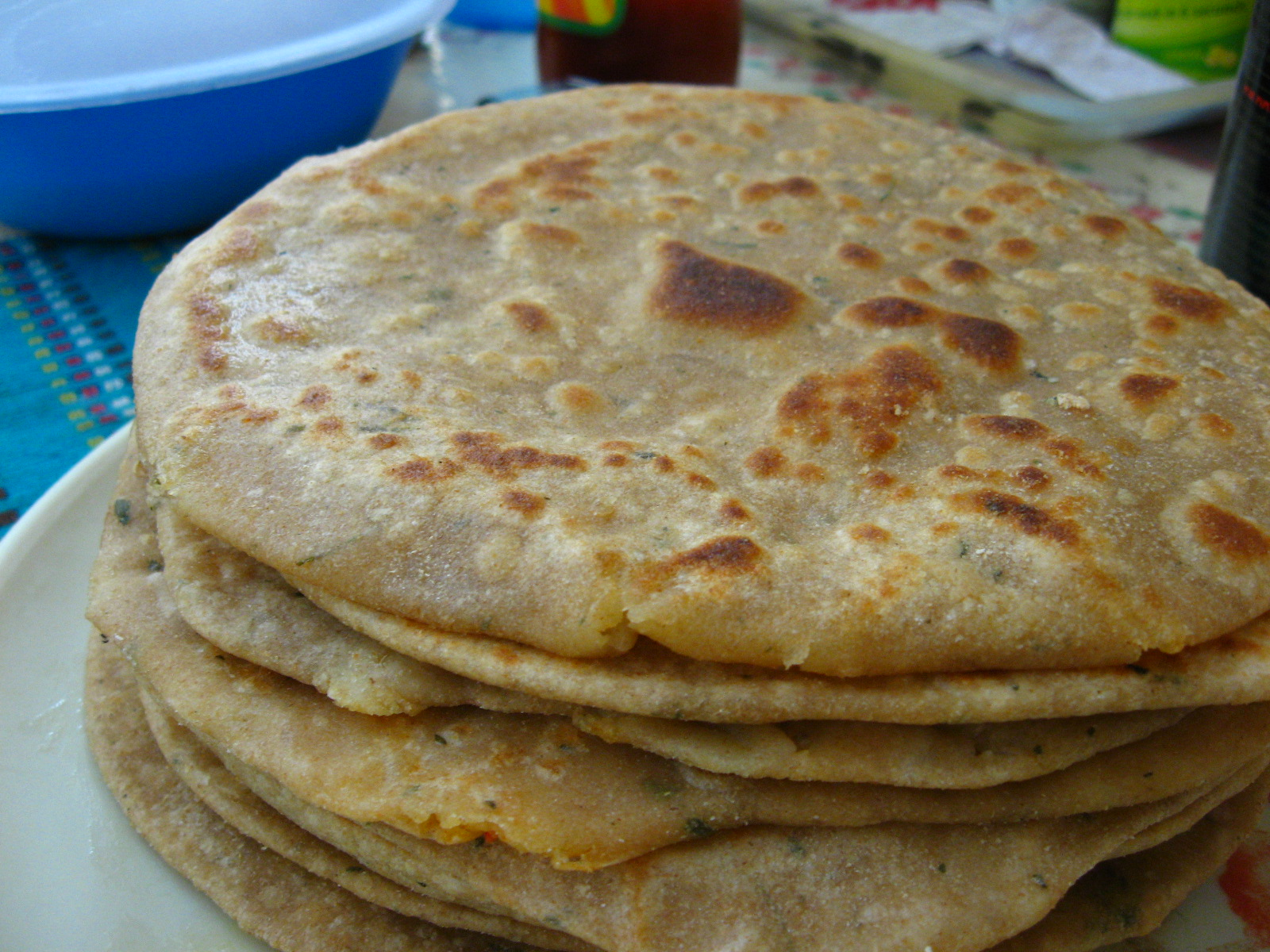
Porota (paratha)

Banglades ételei változatosak. Ételeik jellemzően fűszeresek, csípősek, színesek. Sok ételük megtalálható az indiai konyhában is, illetve az indiai konyha is náluk.
Mivel a lakosság többsége muszlim, így kiemelt szerepet kap, hogy az étel „halal” legyen.
Az ételek gyakran tartalmaznak tojást, burgonyát, paradicsomot, padlizsánt, és a legkülönfélébb fűszerekkel vannak ízesítve. A legnépszerűbb étel a rizs és a porota (paratha, lapos kenyérféle), melynek számos fajtája létezik. Húsféléknél a tandori csirke, a bárány és a halfélék népszerűek. A tandori egy hagyományos dél-ázsiai főzési módszer.
Az emberek jellemzően kézzel esznek, evőeszközök nélkül.

## Turizmus

### Főbb látnivalók
- Dakka, Bagerhat
- Szundarbansz, Lawachara Nemzeti Park (Sreemangal), Bisnakandi[48]
- Az ország kultúrája

### Oltások
Javasolt oltások Bangladesbe utazóknak:
- Hastífusz ( magas a fertőzésveszély)
- Hepatitis A (magas a fertőzésveszély)
- Hepatitis B (közepes a fertőzésveszély)

Malária ellen gyógyszer van. (Bangladesben nagy a kockázata a betegségnek).
Javasolt oltás bizonyos területekre utazóknak:
- Veszettség

Kötelező oltás, ha fertőzött országból érkezik/országon át utazik valaki:
- Sárgaláz

## Sport

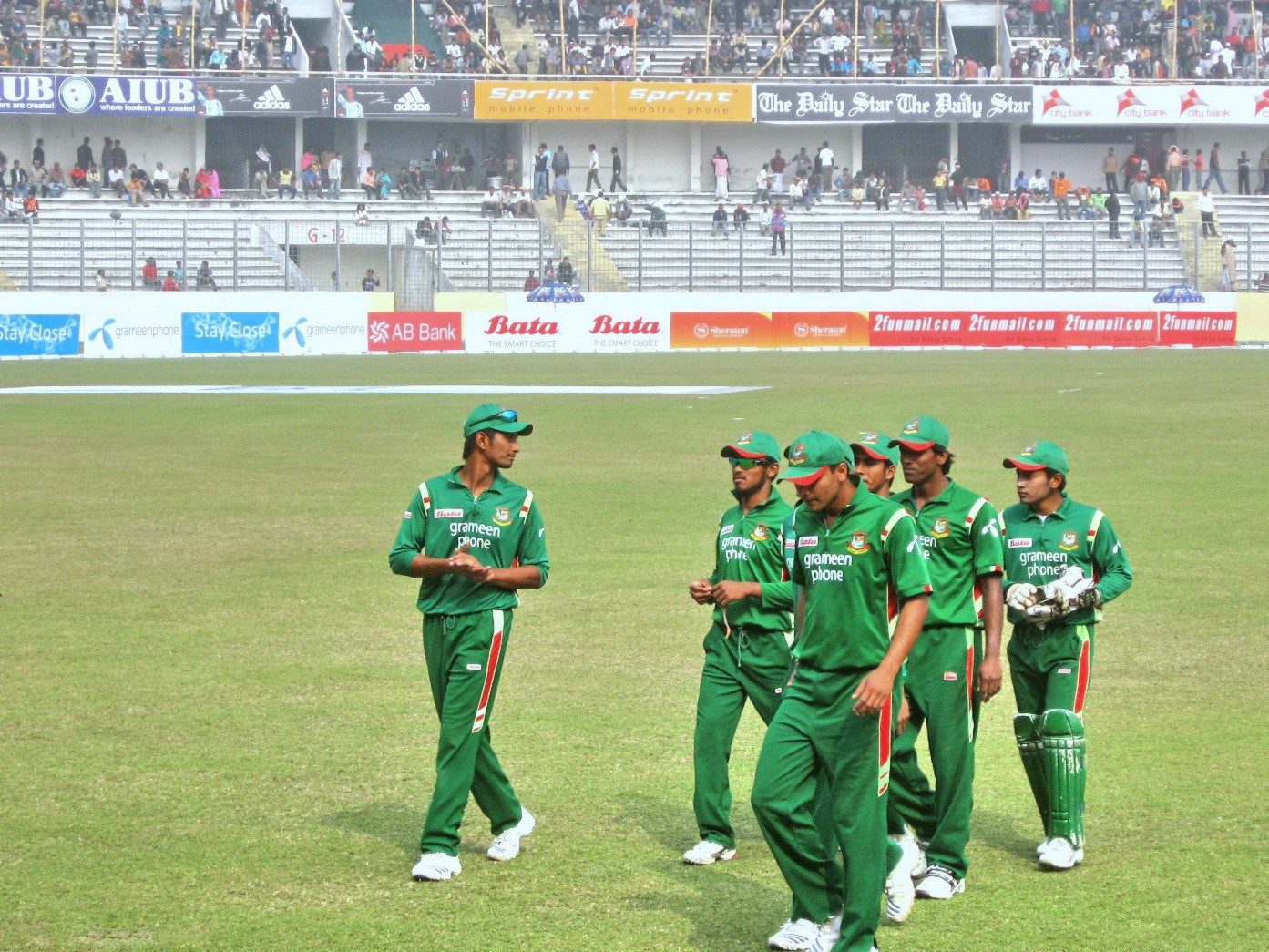
Krikettjátékosok a Ser-i-Bángla stadionban, Dakka

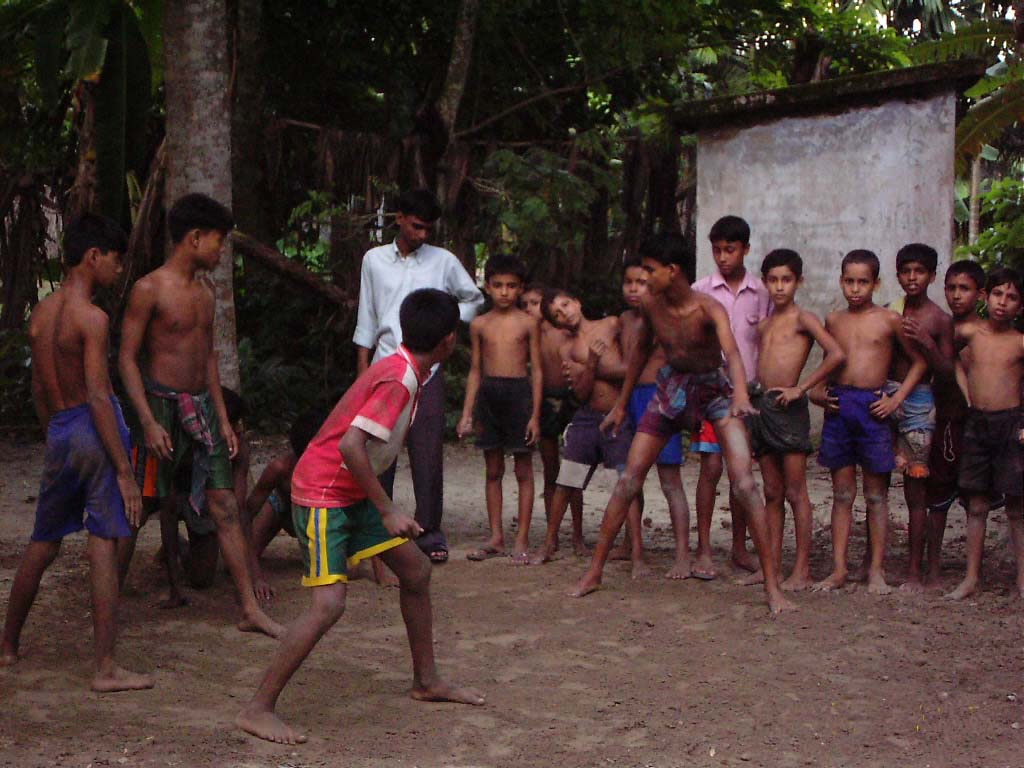
Kabaddi, a nemzeti játék

A legnépszerűbb sportok közé tartozik a krikett, a labdarúgás és a kabaddi , de kedvelt még a gyeplabda, a tollaslabda, a kézilabda, a kosárlabda, a röplabda, a tenisz, a sakk és a sporthorgászat is.

### Krikett
Krikettben a bangladesi válogatott 2000 óta tesztmérkőzések játszására is jogosult, vagyis a világ legjobbjai közé tartozik.
2020-ban Banglades nyerte meg az U19-es krikett-világbajnokságot.

### Olimpia
Eddig egyetlenegy bangladesi sportoló sem nyert még érmet az olimpiai játékokon.
- Bővebben: Banglades az olimpiai játékokon

### Labdarúgás
A Bangladesi labdarúgó-válogatott még nem ért el kimagasló eredményeket.
- Bővebben: Bangladesi labdarúgó-válogatott

## Ünnepek, fesztiválok
| A bengáli naptárban | A Gergely-naptárban | Az muszlim naptárban | Helyi név                                 | Magyar név                      | Megjegyzés                                                             |
| ------------------- | ------------------- | -------------------- | ----------------------------------------- | ------------------------------- | ---------------------------------------------------------------------- |
| Falgun 9            | Február 21          |                      | শহীদ দিবস Shôhid Dibôs                      | Az anyanyelv nemzetközi napja   |                                                                        |
| Choitro 3           | Március 17          |                      | জাতির পিতার জন্মবার্ষিকী Jatir pitar jônmôbarshiki | A nemzet atyjának születésnapja | Sheikh Mujibur Rahman születésnapjának évfordulója                     |
| Choitro 12          | Március 26          |                      | স্বাধীনতা দিবস Shadhinôta Dibôs                | A függetlenség napja            |                                                                        |
| Boishakh 1          | Április 14          |                      | পহেলা বৈশাখ Pôhela Bôishakh                   | Bengáli újév                    | A bengáli naptár első napja                                            |
| Boishakh 18         | Május 1             |                      | মে দিবস Me Dibôs                            | A munka ünnepe                  |                                                                        |
| Boishakh            | Máj. – Jún.         |                      | বুদ্ধ পূর্ণিমা Buddhô Purnima                   | Buddha születésnapja            | Buddhista fesztivál                                                    |
| Srabon 31           | Augusztus 15        |                      | জাতীয় শোক দিবস Jatiyô shok dibôs              | Nemzeti gyásznap                | Mudzsibur Rahmán sejk és családjának 1975-ös meggyilkolására emlékezés |
| Bhadro              | Augusztus           |                      | জন্মাষ্টমী Jônmashṭômi                        | Krisna születésnapja            | Hindu ünnep                                                            |
| Ashwin – Kartiko    | Szept. – Okt.       |                      | দুর্গা পূজা Durgá Púdzsá                       | Durgá Púdzsá                    | A hindu Durga istennőhöz kötődő ünnep                                  |
| Poush 2             | December 16         |                      | বিজয় দিবস Bijôy Dibôs                       | A győzelem napja                |                                                                        |
| Poush 11            | December 25         |                      | বড়দিন Bôṛôdin                              | Karácsony                       |                                                                        |
|                     |                     | Muharram 10          | আশুরা Ashura                                | Ásúrá                           | Muszlim emléknap                                                       |
|                     |                     | Rabi' al-awwal 12    | মীলাদু নবী Miladu Nôbi                        | Maulid                          | Mohamed próféta születésnapja                                          |
|                     |                     | Shawal 1–3           | রোজার ঈদ Rojar Eid                          | A böjt megtörésének ünnepe      | A ramadán végének ünnepe                                               |
|                     |                     | Dhul Haj 10–12       | কোরবানি ঈদ Kurbani Eid                       | Áldozati ünnep                  | Muszlim ünnep                                                          |

## Fordítás
- Gasztronómia: Ez a szócikk részben vagy egészben  a   Bangladeshi cuisine című angol Wikipédia-szócikk fordításán alapul.  Az eredeti cikk szerkesztőit annak laptörténete sorolja fel. Ez a jelzés csupán a megfogalmazás eredetét és a szerzői jogokat jelzi, nem szolgál a cikkben szereplő információk forrásmegjelöléseként.